# Animnala
Der Animnala ist ein Berg in der osttimoresischen Gemeinde Bobonaro. Er liegt im Norden des Sucos Cowa (Verwaltungsamt Balibo), im Nordwesten der Aldeia Mane Hat und hat eine Höhe von 432 m. Südlich liegt der Berg Malunmutuk (457 m).